# اول، بوسکرود
اول (به لاتین: Ål) یک شهرداری در نروژ است که در بوسکرود واقع شده‌است. اول ۱٬۱۷۱ کیلومتر مربع مساحت و ۴٬۷۱۶ نفر جمعیت دارد.

## نگارخانه

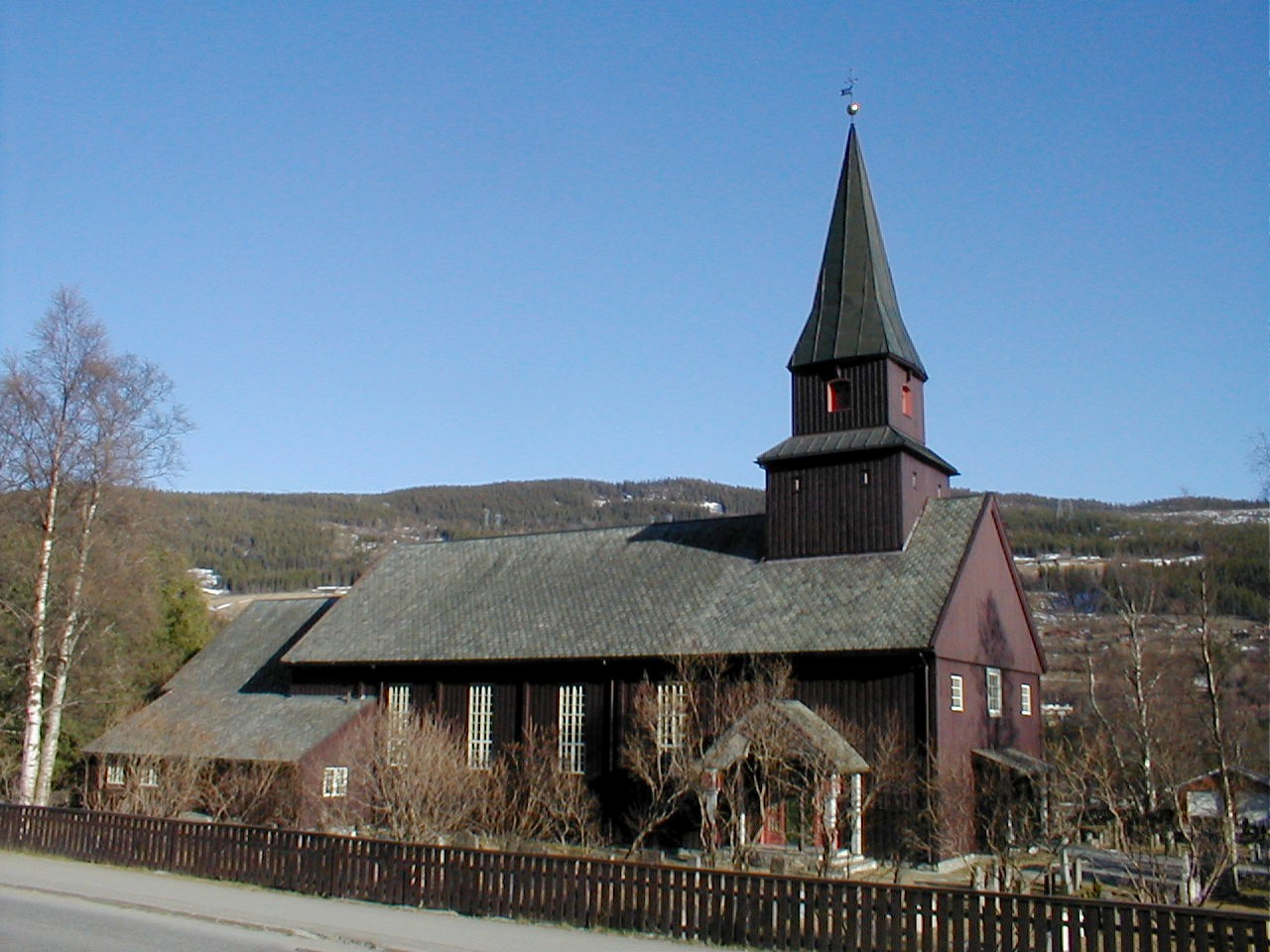
Ål Church
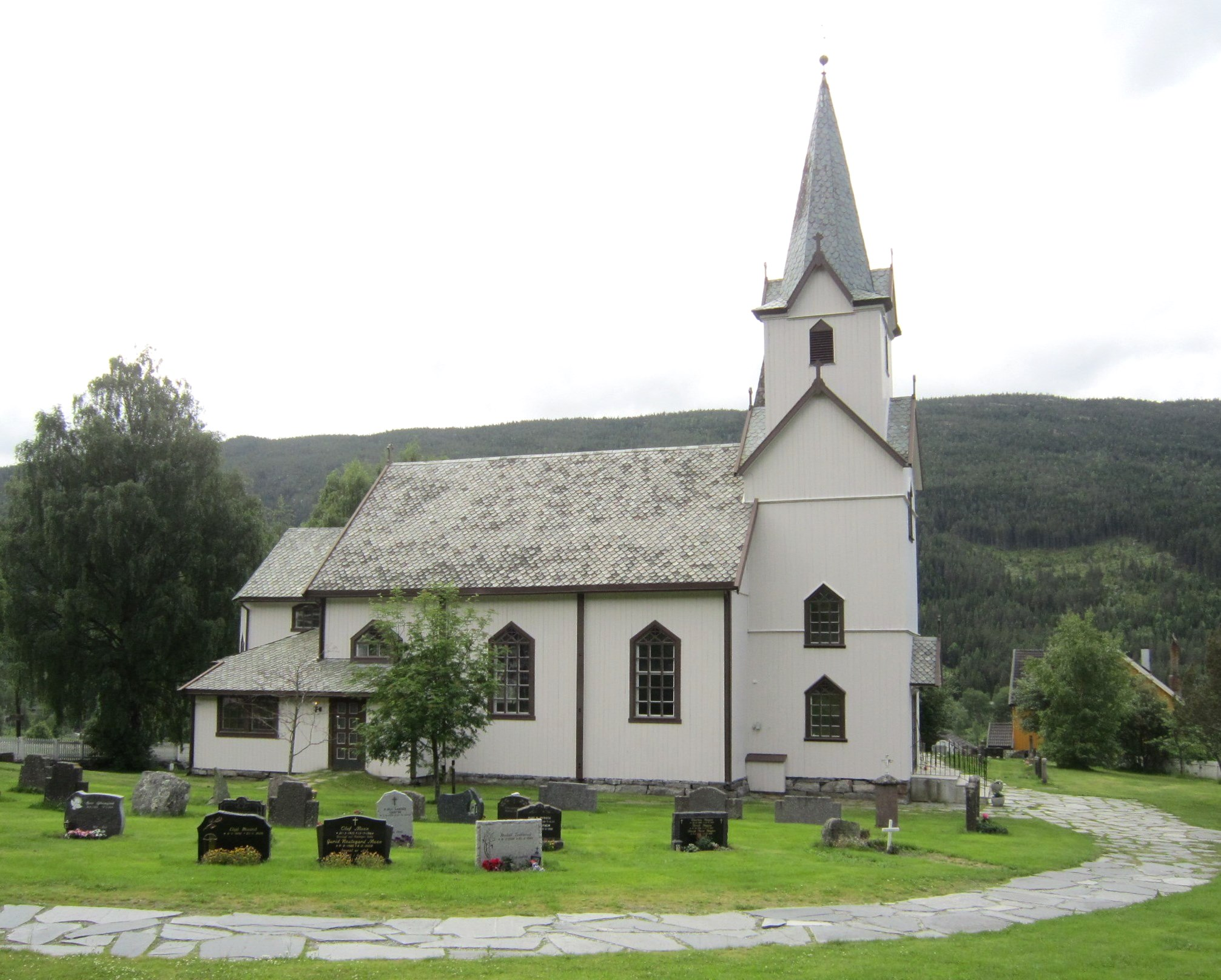
Torpo Church
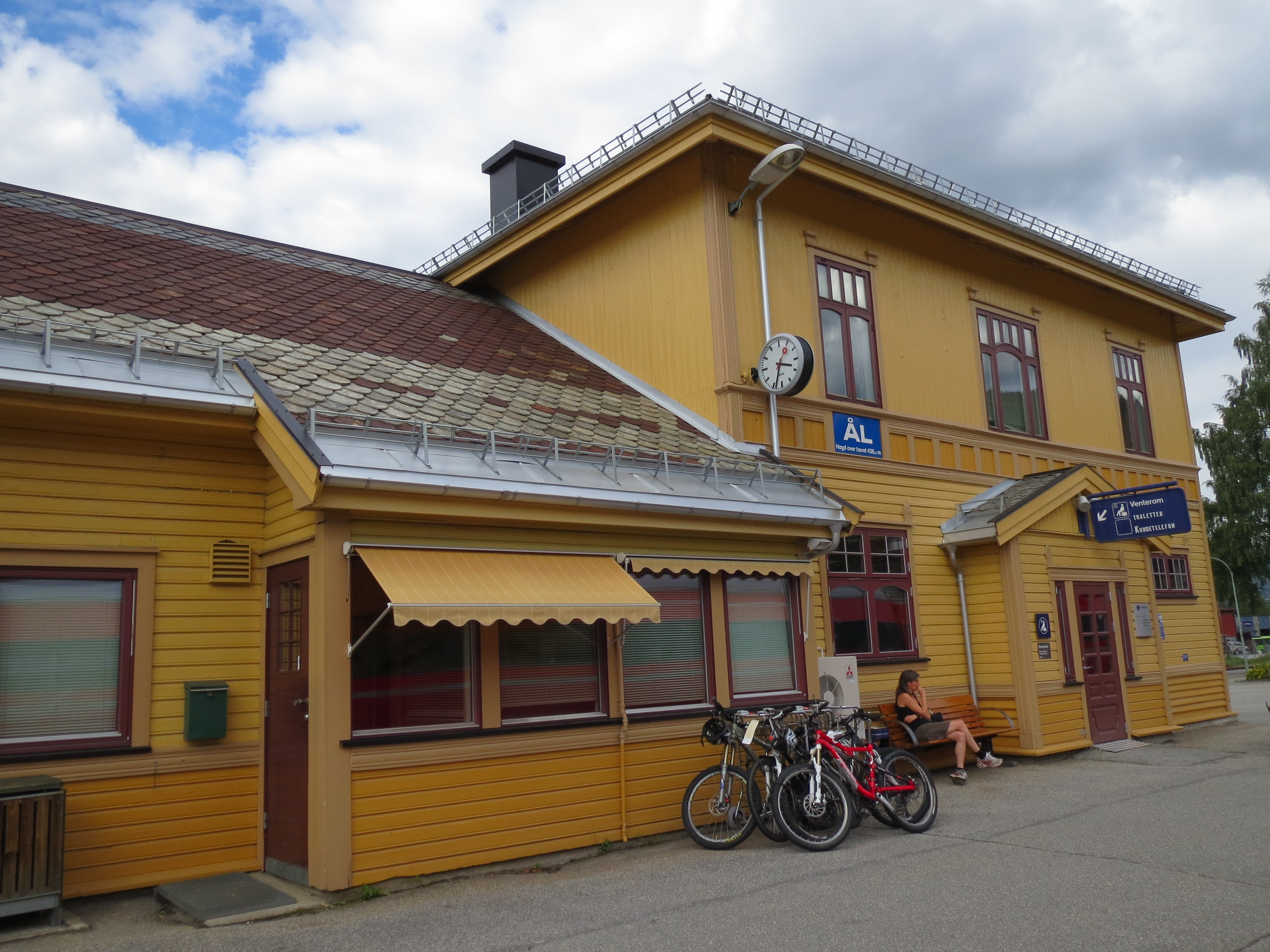
Ål Train Station
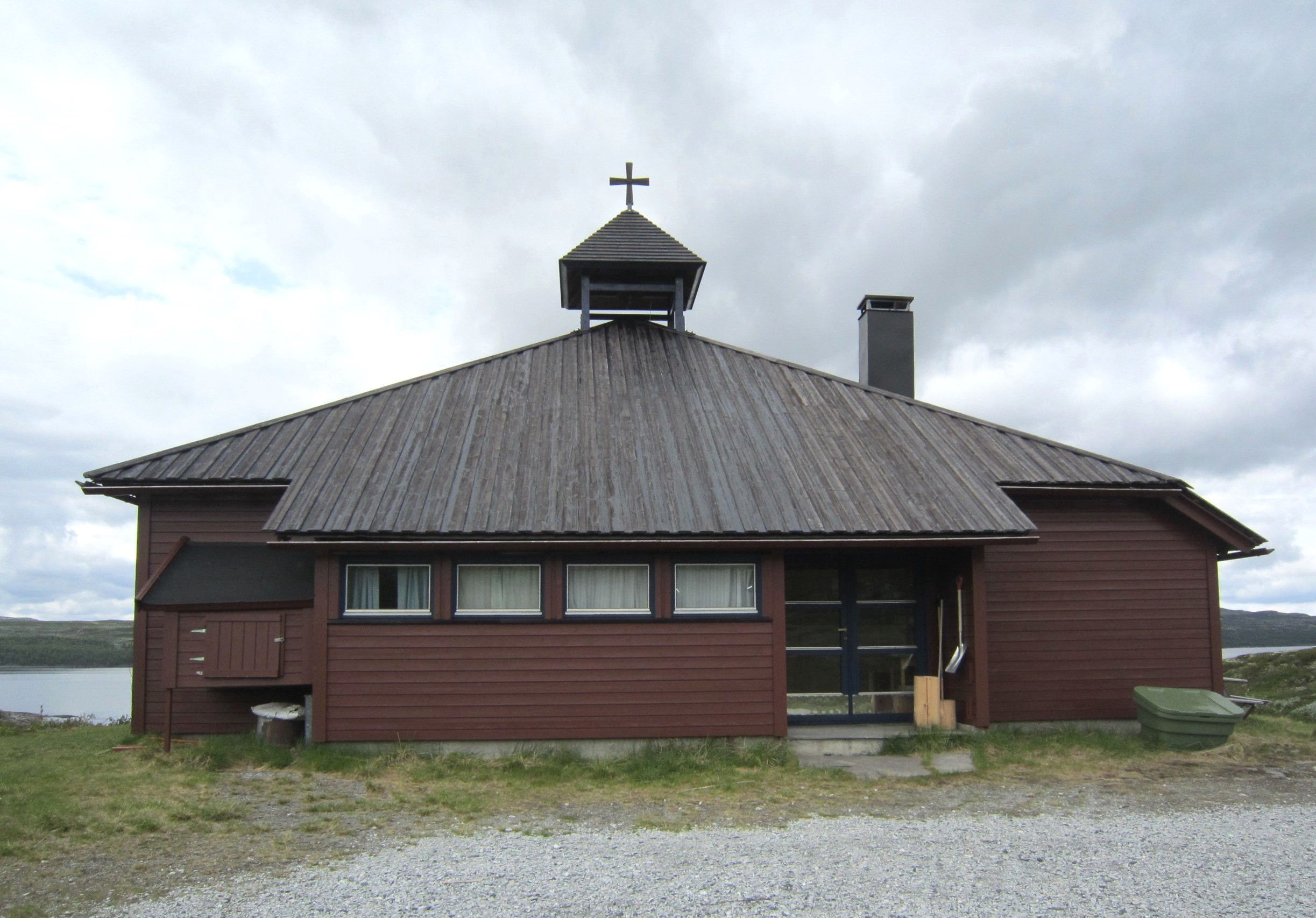
Vats Mountain Chapel
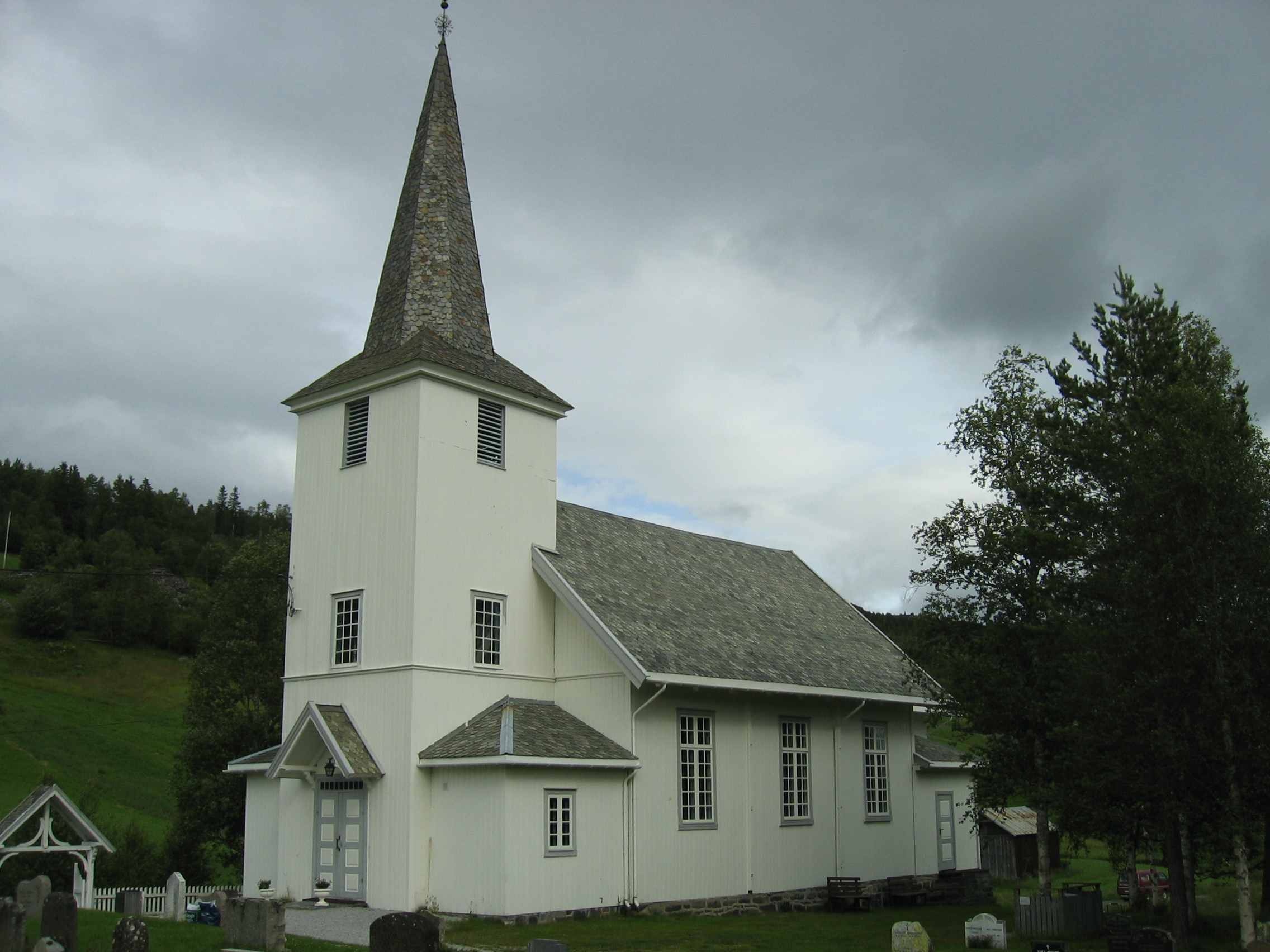
Leveld Church
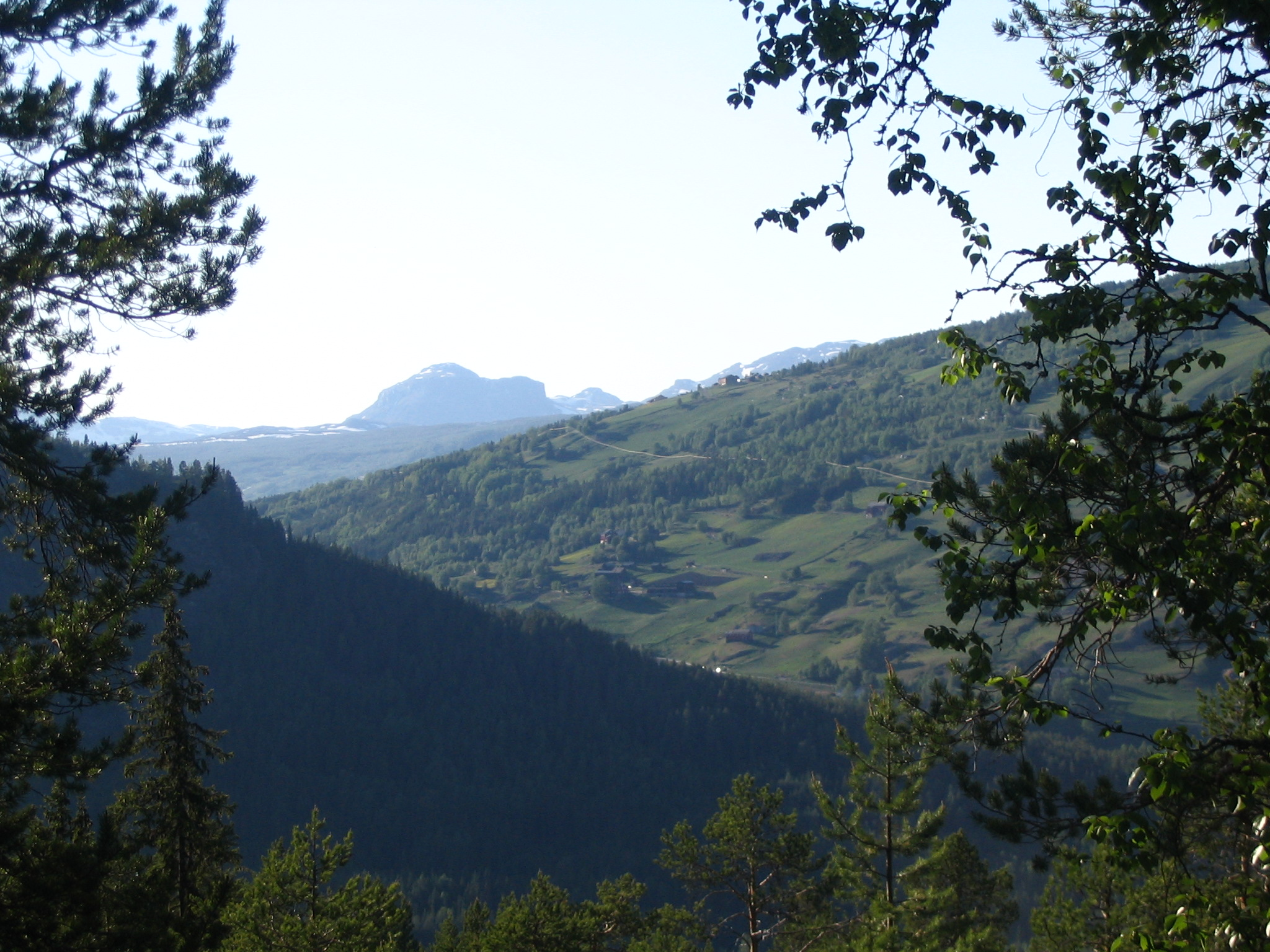
View of Lauvdalsbrea
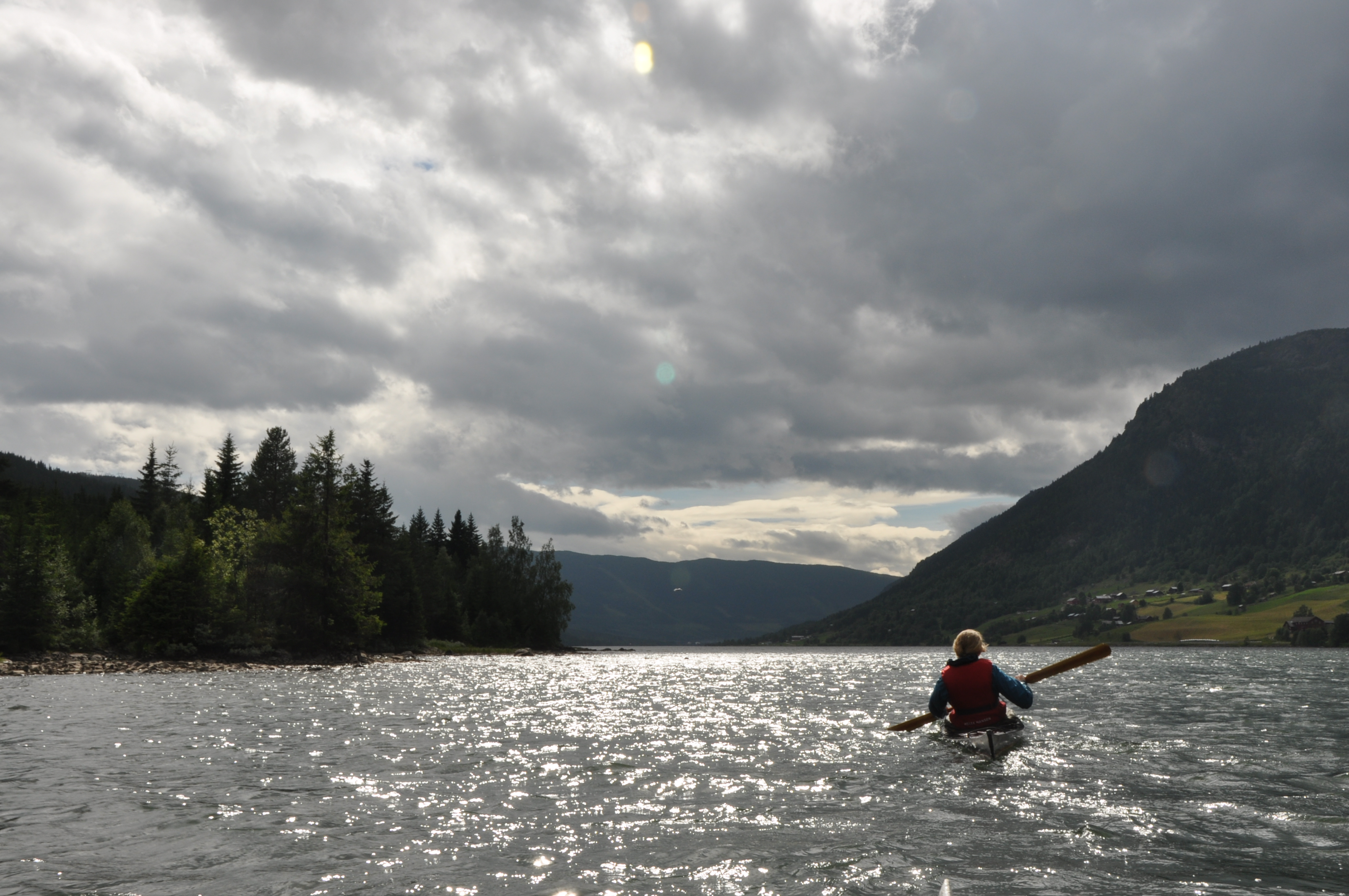
Strandafjorden lake
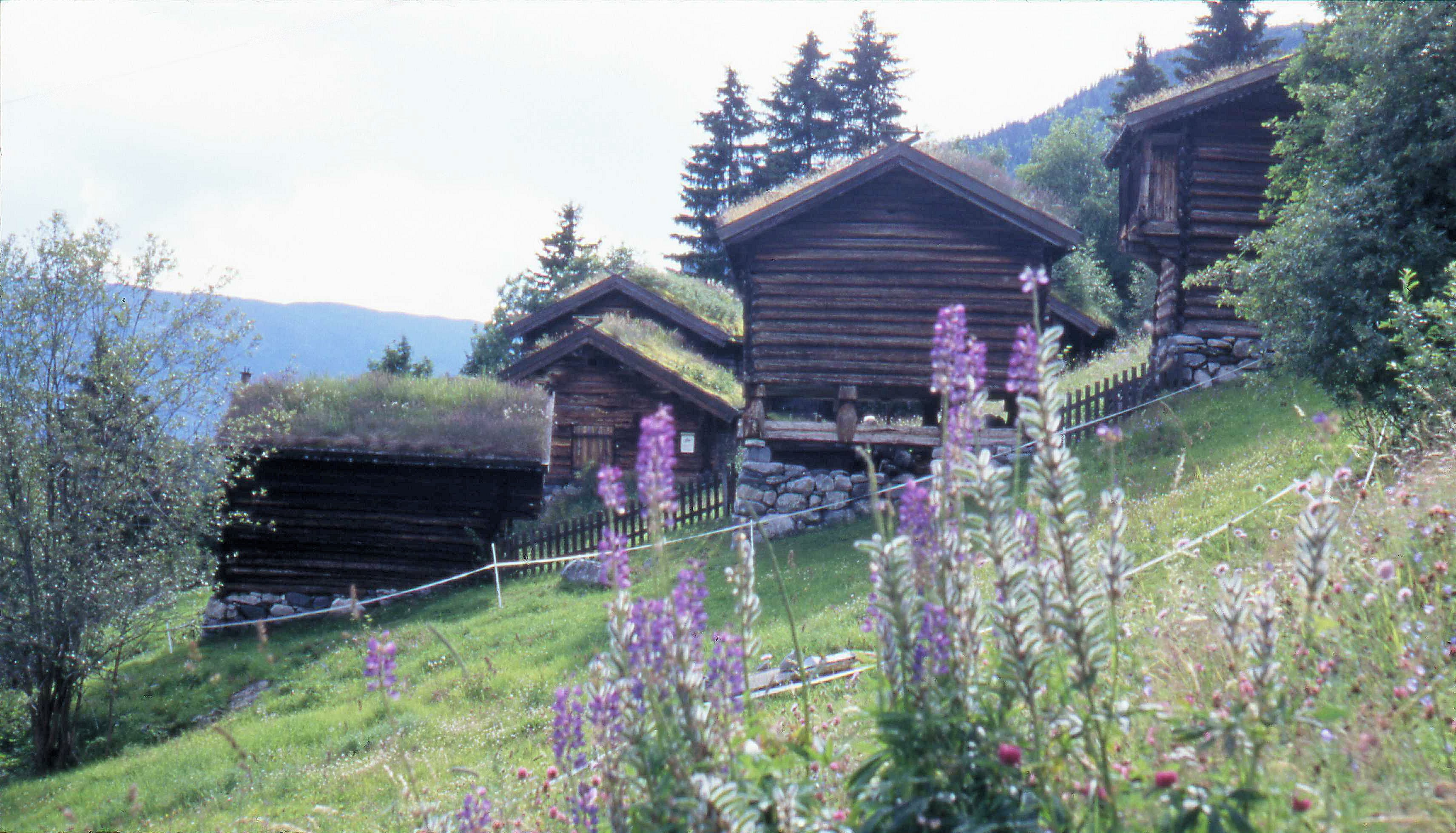
Torvtak in Ål
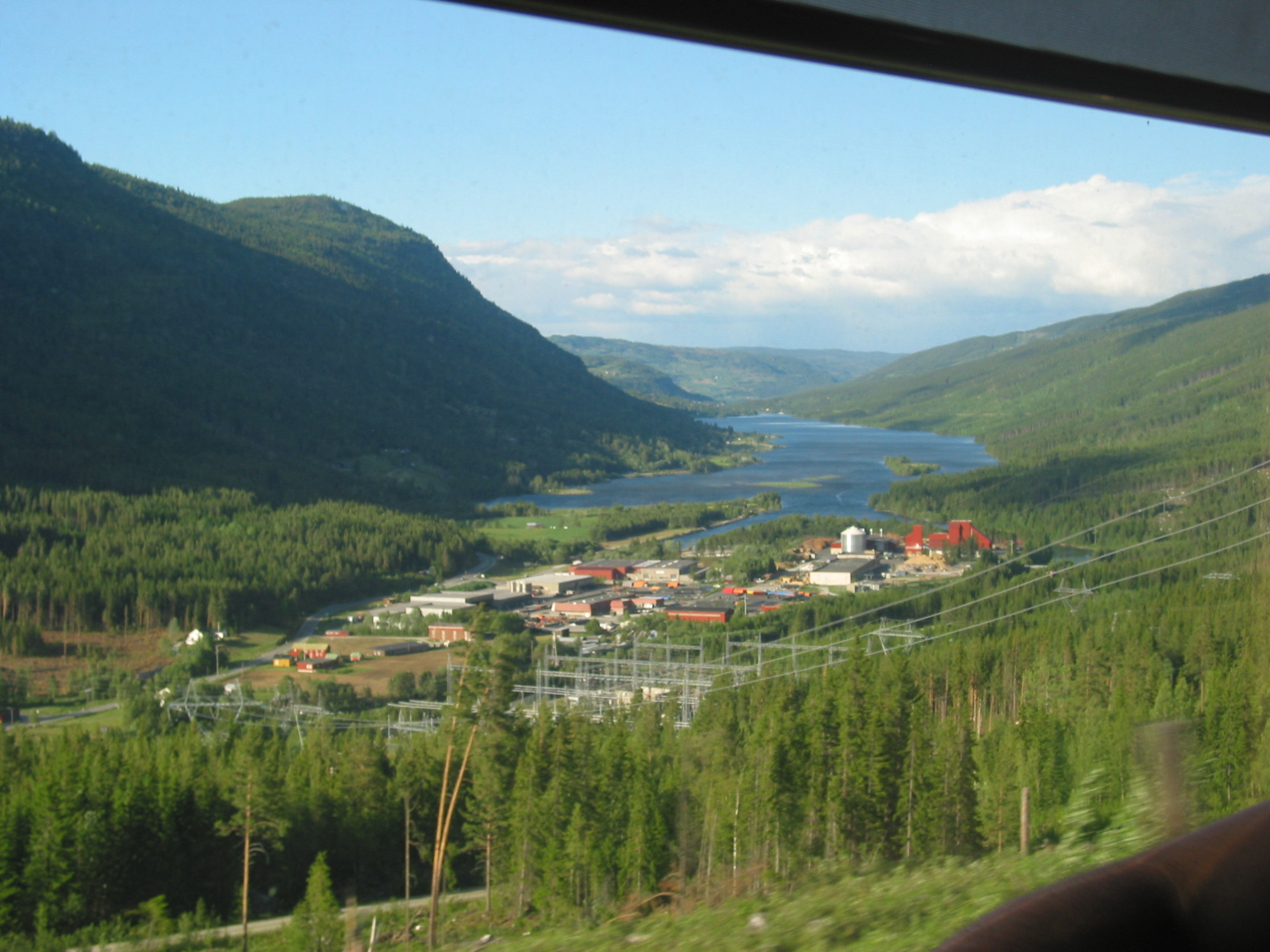
Kleivi Næringspark
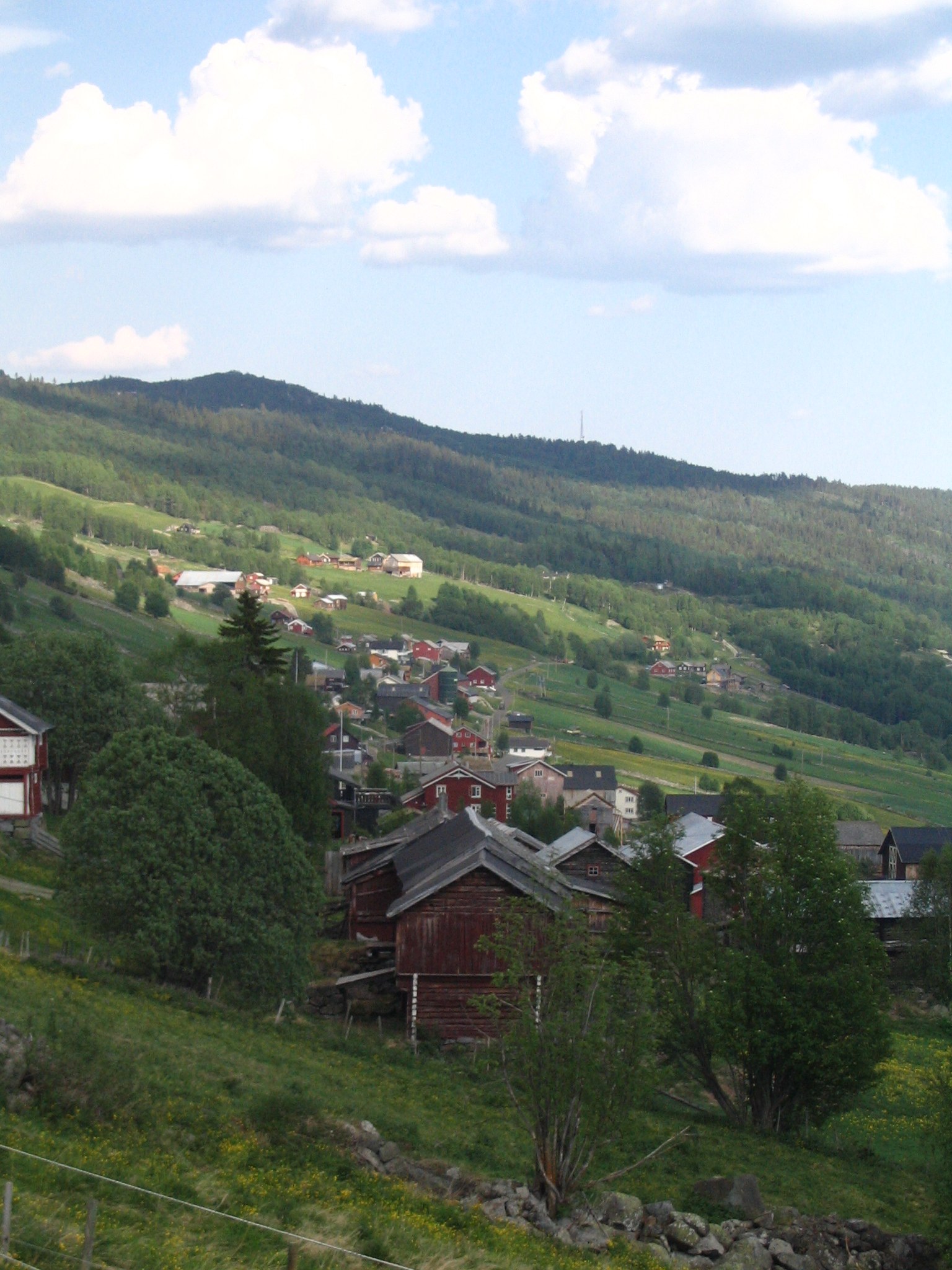
Community of Leveld